# Borders Abbeys Way

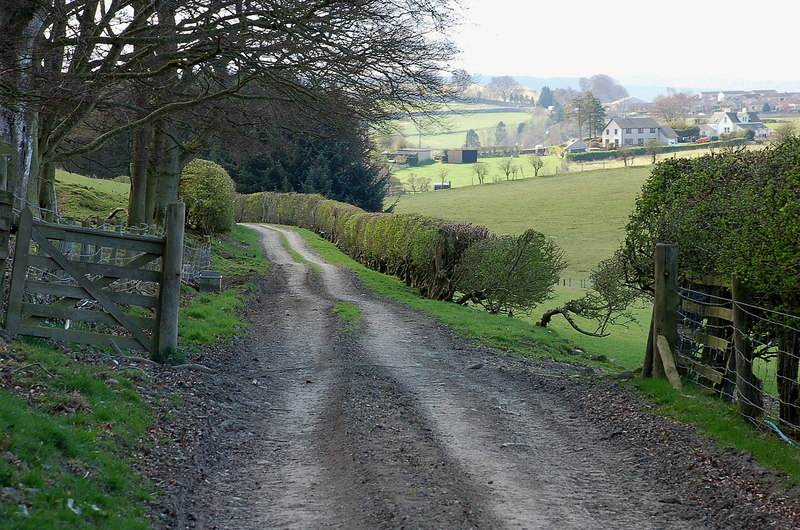

De Borders Abbeys Way is een langeafstandswandelpad (Great Trail) in de Scottish Borders in Schotland. Het pad werd geopend in 2006, is 109 kilometer lang en loopt langs abdijen (Kelso Abbey, Jedburgh Abbey, Melrose Abbey, Dryburgh Abbey).